# Цветков, Дмитрий Юрьевич
Дми́трий Ю́рьевич Цветко́в (род. 19 января 1963) — российский дипломат. Чрезвычайный и полномочный посол (2020), действительный государственный советник Российской Федерации 2 класса (2021).

## Биография
Окончил МГИМО МИД СССР (1990) и аспирантуру МГИМО (1992). На дипломатической службе с 1992 года. Владеет кхмерским, французским и английским языками. Кандидат политических наук (2002).
- В 2001—2004 годах — начальник отдела Второго европейского департамента МИД России.
- В 2004—2009 годах — советник-посланник посольства России в Литве.
- В 2009—2013 годах — заместитель директора Второго европейского департамента МИД России.
- С 7 ноября 2013 по 4 мая 2020 года — чрезвычайный и полномочный посол России в Камбодже. Верительные грамоты вручил 4 апреля 2014 года королю Камбоджи Нородому Сиамони[2][3].
- С 7 июля 2020 года — помощник заместителя председателя Совета Безопасности Российской Федерации[4].

## Дипломатический ранг
- Чрезвычайный и полномочный посланник 2 класса (24 октября 2007)[5].
- Чрезвычайный и полномочный посланник 1 класса (22 декабря 2015)[6].
- Чрезвычайный и полномочный посол (14 сентября 2020)[7].

## Классный чин
- Действительный государственный советник Российской Федерации 3 класса (7 декабря 2020)[8].
- Действительный государственный советник Российской Федерации 2 класса (14 декабря 2021)[9].

## Награды и звания
- Медаль ордена «За заслуги перед Отечеством» II степени (25 марта 2013) — За большой вклад в реализацию внешнеполитического курса Российской Федерации, заслуги в научно-педагогической деятельности и многолетнюю добросовестную работу[10].
- Благодарность Правительства Российской Федерации (26 декабря 2015) — За трудовые успехи и большой личный вклад в развитие международного сотрудничества[11].
- Королевский Орден "Сахаметрей" III степени (Королевство Камбоджа, 16 сентября 2016)[12].
- Королевский Орден "Сахаметрей" I степени (Королевство Камбоджа, 19 сентября 2018)[12].
- Королевский Орден "Монисерапхон" I степени (Королевство Камбоджа, 27 февраля 2021).
- Патриаршая грамота (3 апреля 2003)
- Орден преподобного Сергия Радонежского III степени (Русская Православная Церковь, 2015)[13]
- Орден святителя Иннокентия, митрополита Московского и Коломенского III степени (Русская Православная Церковь, 19 января 2018 г.)[12]
- Почётный член Королевской академии Камбоджи (24 февраля 2020)[14]
- Орден Почёта (2023)
- Благодарность Президента Российской Федерации (2024)
- Почётная грамота Президента Российской Федерации (2025)
- Почётный донор СССР/России
- Почётный работник МИД России (2021)
- Звезда тысячелетия Литвы (2009, Министерство иностранных дел Литвы)[15]